# Iris Duranus
L’iris Duranus est une variété d'iris hybride. (Parents : 'Storm Center' × 'Victoria Falls').
- Catégorie : Grand Iris de Jardin (TB).
- Création : L. Anfosso (1987).
- Description : Iris vigoureux bleu foncé, à petit halo blanc sur les sépales autour de la barbe blanche ; large, ondulé et florifère.
- Floraison : moyen.
- no  d'enregistrement : R 86-812.
- Taille : 85 cm.